# محطة قطار العوينات
محطة العوينات هي محطة قطار جزائرية تقع في بلدية العوينات بولاية تبسة.

## الموقع في السكك الحديدية
تقع المحطة في وسط مدينة العوينات على الخط الممتد من عنابة إلى جبل العنق . تسبقها محطة وادي الكبريت وتتبعها محطة سيدي يحيى.

## التاريخ
في 2025، أطلقت الوكالة الوطنية للدراسات ومتابعة إنجاز الاستثمارات في السكك الحديدية برنامجا لإعادة تأهيل وعصرنة المحطة.

## خدمة الركاب

### الخدمة
تخدم محطة العوينات القطارات الجهوية على خط عنابة - تبسة.